# Postglossateurs
Le terme de postglossateurs recouvre l’ensemble des juristes qui, dès le XIIIe siècle, ont renouvelé l’étude du droit, en faisant largement évoluer l’analyse des textes du Corpus Juris Civilis. S’il fallait préférer le qualificatif de commentateurs, qui illustre bien mieux la spécificité de ces juristes, celui de postglossateurs est généralement réservé aux docteurs de l’École d’Orléans (puisque c’est à Orléans qu’ont enseigné la plupart de ces docteurs), pour marquer le caractère transitoire de cette méthode. Le terme de commentateurs s’applique alors exclusivement aux bartolistes. 
Les compilations justiniennes retrouvées à la fin du XIe siècle, leur enseignement s’est développé à Bologne au siècle suivant à travers la technique de la glose. À l’époque, à Orléans, n’existe encore qu’une simple école cathédrale essentiellement destinée à former les clercs. Seuls les artes y sont enseignés et ce n’est qu’au début du XIIIe siècle que les études juridiques commencent à y prendre de l’importance. Souhaitant protéger l’enseignement de la théologie à Paris, capitale européenne de cette science, le pape Honorius III rédige en 1219 la décrétale Super Speculam, par laquelle le pontife romain interdit tout enseignement du droit romain à Paris et dans ses alentours. Dès lors, maîtres et élèves se tournent vers Orléans, école la plus proche de Paris où le droit civil (c'est-à-dire le droit romain des compilations de Justinien) est déjà enseigné. Ainsi, dès 1235, une bulle de Grégoire IX déclare que l’interdiction d’enseigner les leges (le droit romain) n’est pas valable pour Orléans. L’expansion de l’école est alors très rapide tant par l’intérêt croissant que suscitent les études juridiques que par les qualités exceptionnelles des premiers professeurs. Les premiers maîtres sont tous des clercs formés à Bologne tels Guido de Cuneis, Pierre d’Auxerre ou Simon de Paris. Mais c’est surtout la seconde génération d’enseignants (en particulier Jacques de Révigny et Pierre de Belleperche), eux-mêmes anciens élèves d’Orléans, qui a illustré cette université. De fait, ces derniers, qui vont éclipser les docteurs bolonais, reçoivent une charte d’Innocent IV vers 1250, puis cinq bulles de Clément V en 1306 organisent réellement le studium generale, permettant ainsi de parler d’Université. L’ordonnance de Philippe le Bel de juillet 1312 achève l’évolution en reconnaissant définitivement les privilèges de l’institution. L’Université d'Orléans est alors à son apogée, du milieu du XIIIe au début du XIVe siècle. C’est en effet dans la seconde moitié du XIIIe siècle que se succèdent à Orléans les plus grands maîtres du droit civil de l’époque (notamment Jacques de Révigny et Pierre de Belleperche). Des élèves de toute l’Europe, délaissant Bologne, se forment à la nouvelle méthode d’analyse du Corpus juris civilis : rompant avec la glose italienne, elle cherche à développer une approche plus pratique du droit romain. Cependant, rapidement, la place d’Orléans décline et l’étoile de Bologne n’aura pâli que quelques décennies pour connaître une nouvelle splendeur – plus éclatante encore que la précédente – avec les travaux de Bartole puis de Balde, son élève.

## La rupture méthodologique
La méthode des premiers juristes médiévaux à avoir étudié le jus civile (qui les a fait qualifier de glossateurs) peut être rapprochée de celle des grammairiens. Ils glosent le texte, c'est-à-dire l’expliquent mot à mot en s’arrêtant plus longuement sur les termes dont le sens pose problème. Cette méthode reste très littérale et ses limites sont rapidement apparues.
C’est alors à Orléans qu’une nouvelle méthode voit le jour et permet réellement à la science des civilistes de s’épanouir pendant les siècles à venir. Les maîtres de l’École d’Orléans sont conscients de la distance qui les sépare de la formation des leges qu’ils étudient et, dès lors, recourent à une interprétation bien plus libre et par conséquent créatrice. Par ce biais, ils permettent la mise en œuvre du droit romain au sein des réalités contemporaines. Contrairement aux glossateurs du XIIe siècle, les postglossateurs ne considèrent pas le Corpus comme un « trésor intouchable dont le sens serait figé à jamais ». Leur méthode est bien moins servile par rapport au texte qu’ils ne suivent plus fragment après fragment, mais regroupent de façon plus thématique. Pour cela, ils s’inspirent de la méthode scolastique (même si l’on relève déjà quelques emprunts dans l’œuvre de certains bolonais, notamment Placentin) mise au point par le théologien Pierre Abélard dans son Sic et Non au XIe siècle et perfectionnée par saint Thomas d’Aquin. Il s’agit d’une méthode de type dialectique qui cherche à trouver la solution à partir de la conciliation de textes extérieurement contradictoires. Les postglossateurs posent d’abord des principes généraux pour en déduire des conséquences qu’ils illustrent grâce aux textes romains, procédant ainsi à l’inverse des glossateurs en abandonnant la simple exégèse des œuvres de Tribonien.

## Le rayonnement de l’École d’Orléans

### La participation aux pouvoirs
Si les pouvoirs sont favorables à la création des universités, c’est qu’ils y puisent les savants, et en particulier les juristes, dont ils ont un besoin croissant durant cette période d’affirmation de leurs prérogatives, de recul de la féodalité et de conflits entre Empire, papauté et royaumes européens. Le XIIIe siècle est la période de splendeur de l’École de droit d’Orléans et c’est donc évidemment au sein de celle-ci que le roi recrute principalement. De plus, maîtres et élèves sont tous des clercs et prétendent ainsi accéder aux plus hautes fonctions ecclésiastiques.
Ces juristes ont pu, pratiquement, mettre en œuvre les enseignements qu’ils avaient développés, en appliquant les solutions dégagées par l’étude du droit de Justinien aux cas concrets qui leur étaient soumis en tant que conseiller du roi ou haut dignitaire ecclésiastique. L’influence est d’autant plus incontestable que deux anciens professeurs d’Orléans ont revêtu la tiare papale, à savoir Bertrand de Got (devenu Clément V, et qui a donné ses statuts au studium) et Jacques Duèse (devenu Jean XXII). De même, l’exemple de Pierre de Belleperche : enseignant à Orléans entre 1280 et 1296 environ, Clericus regis sans doute dès 1290, puis conseiller au Parlement, il accède à la fonction très recherchée de chancelier et garde du sceau royal. Il est un serviteur actif de Philippe le Bel pour qui il exécute de nombreuses missions, notamment diplomatiques.
En outre, l’influence qu’exerce au XIIIe siècle l’arrivée au Parlement de légistes de formation romaniste est considérable. En effet, nombreux sont les clerici regis à provenir d’Orléans. Or ce sont eux qui ont introduit le droit romain et ses principes dans la procédure. De là également, l’infiltration du droit romain dans les décisions de la Curia regis et partant au sein du droit positif. Or les civilistes d’Orléans, entrés au service du roi en masse, rendent la justice dans les pays de droit coutumier et ce dernier subit par conséquent l’influence des solutions romaines, comme l’illustrent les coutumiers de l’époque. C’est particulièrement le cas pour deux d’entre eux qui furent composés dans la sphère des maîtres de la prestigieuse École. Les Établissements de Saint Louis et Li Livres de Jostice et de Plet, certainement rédigés à Orléans vers le milieu du XIIIe siècle, montrent parfaitement la juxtaposition des textes de droit romain et des sources de droit coutumier. Au-delà de la coutume, par leur position au sein des institutions laïques et ecclésiastiques, les maîtres orléanais ont pu marquer de leur empreinte certains textes « législatifs ». C’est ainsi, pour prendre un exemple très précis, que Simon de Paris est considéré comme l’inspirateur de l’ordonnance de la Chandeleur de 1270 sur l’enquête par turbe. Plus généralement, l’influence des légistes (dont beaucoup proviennent d’Orléans) transparaît dans l’ensemble des actes de Philippe le Bel.

### Entre déclin et transmission

#### Le déclin de l’École d’Orléans
Le prestige d’Orléans pâlit au cours du XIVe siècle. Les professeurs de l’Université ne laissent aucun écrit, à l’exception de Pierre Sarlat, auteur d’un Tractatus de crimine læsæ majestatis. Leur effacement vaut aussi pour leur insertion dans les sociétés politique et ecclésiastique. Ce n’est qu’au début XVIe siècle qu’un certain renouveau de l’étude du droit, au travers des perspectives humanistes (humanisme juridique), se fait jour à Orléans, avec des personnalités comme Hugues Fournier, Jean Bourdineau et surtout le célèbre Pyrrhus d’Anglebermes ou les canonistes Jean Bruneau et Arnoul Ruzé. Ces trois derniers sont ainsi liés, d’une manière ou d’une autre, à la rédaction des coutumes d’Orléans ou à leur commentaire. Durant ces deux siècles, c’est de nouveau à Bologne que la science juridique connaît ses lettres de noblesse, mais là encore la trace de l’École d’Orléans reste perceptible.

#### L’origine du bartolisme
L’influence des maîtres orléanais sur le mos italicus (auquel on oppose, à partir du XVIe siècle, le mos gallicus) est indéniable. C’est par l’intermédiaire de Cinus de Pistoie, dont l’œuvre, et en particulier son commentaire du Code de Justinien, reprend très largement la doctrine de Pierre de Belleperche, que la méthode française traverse les Alpes. Bartole, l’élève de Cinus de Pistoie, perfectionne ensuite sa méthode, méthode qui s’impose alors dans l’étude des corps de droit civil et canonique jusqu’à la rupture humaniste du XVIe siècle.